# Waterspin
De waterspin, duikerspin of duikerklokspin (Argyroneta aquatica) is een spin uit de familie van de kaardertjes (Dictynidae). De waterspin is een middelgrote soort die exclusief poten maximaal 1,5 centimeter lang wordt, en te herkennen is aan de fluweelachtige beharing van het achterlijf. De kleur van de spin is bruin tot leverkleurig; de poten zijn donkerder. Mannetjes zijn van vrouwtjes te onderscheiden aan de knotsvormige uiteinden van de voorste poten.
De waterspin is de enige spin die vrijwel permanent onder water leeft, en hier een met lucht gevuld, duikerklok-achtig web bewoont. De spin maakt een web tussen de waterplanten en haalt vervolgens lucht van de oppervlakte om het web te vullen. De lucht wordt vastgehouden door de haartjes aan het achterlijf.
De spin leeft in zoet water dat met onderwatervegetatie is begroeid. De beet van de waterspin is giftig en staat bekend als zeer pijnlijk bij de mens, maar is niet gevaarlijk.

## Voorkomen en habitat
De waterspin heeft een groot verspreidingsgebied binnen het Palearctisch gebied, van Europa tot aan Japan. In noordelijk Europa is de soort algemener dan in het centrale deel. De spin komt ook voor in Groot-Brittannië inclusief het geïsoleerd gelegen Ierland.
De waterspin is in grote delen van zijn areaal algemeen. De spin is niet bedreigd en heeft geen beschermingsstatus bij de IUCN. In Nederland is de spin vrij algemeen en wordt niet beschermd; in België echter is de waterspin zeldzamer en de soort staat op de rode lijst van spinnen vermeld als kwetsbaar. Berggebieden zijn mogelijk een barrière voor de spin. In Noorwegen bijvoorbeeld komt de soort wel voor in het zuidoostelijke deel maar niet in het noorden.
De habitat bestaat uit diepere stilstaande tot langzaam stromende wateren zoals vijvers, vennen, sloten en rivierarmen. Het water dient helder te zijn en ook de aanwezigheid van onderwatervegetatie is een belangrijke voorwaarde maar het water mag ook weer niet te dichtbegroeid zijn. De waterspin is vanwege de levenswijze moeilijk in kaart te brengen. Spinnenliefhebbers zoeken meestal niet naar spinnen onder water. Een van de monitoringsmethodes is om mee te kijken bij het verwijderen van woekerende onderwaterplanten zoals waterpest. De waterspin zal direct de planten verlaten en op zoek gaan naar een waterbron en is zo goed waar te nemen.

## Kenmerken

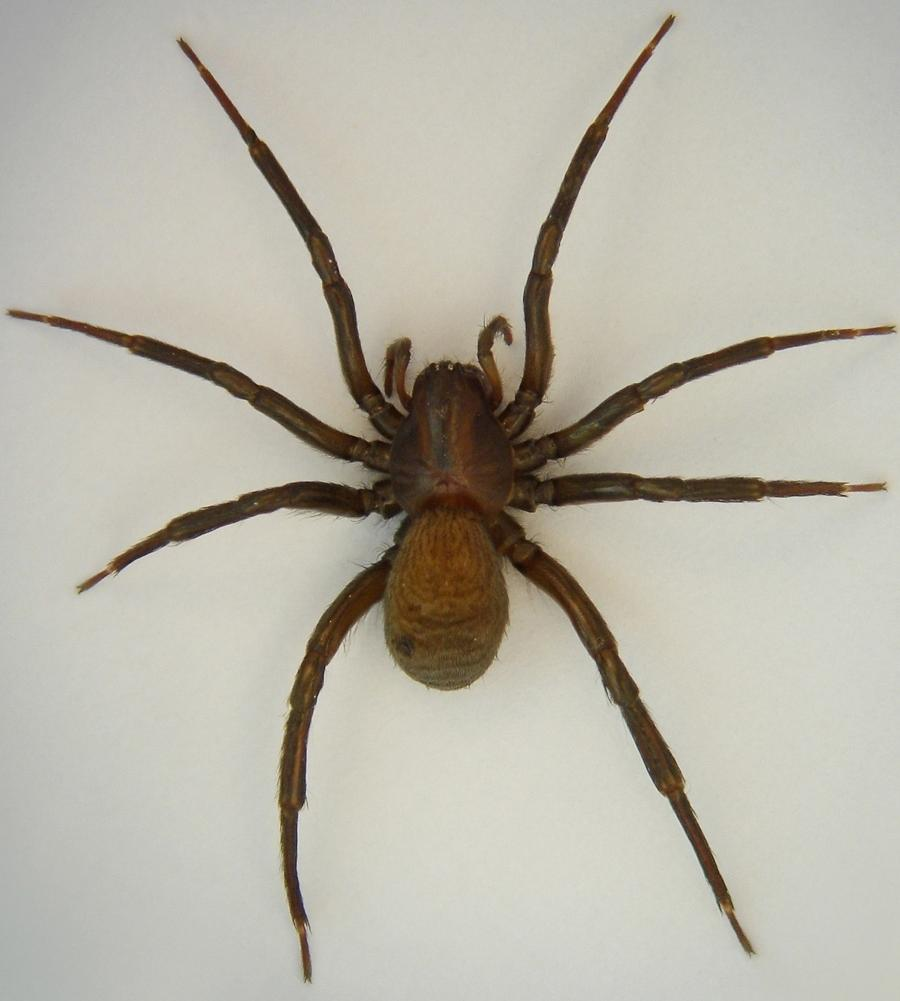
Vrouwtje, buiten het water gefotografeerd

Mannetjes worden ongeveer 9 tot 12 millimeter, vrouwtjes bereiken een lengte van 8 tot 15 mm. Hoewel de vrouwtjes dus groter kunnen worden, is in de praktijk echter meestal het mannetje groter dan het vrouwtje, wat vrij zeldzaam is in de spinnenwereld.
De waterspin heeft een typisch spin-achtige bouw; een kopborststuk (cephalothorax of prosoma) met acht poten aan de voorzijde en een achterlijf of abdomen aan de achterzijde. De kleur van de poten en het kopborststuk is leverkleurig tot roodbruin met een donkere teint. Het achterlijf is vaak lichter gekleurd en rood- tot bruin-achtig.
De kop draagt krachtige kaken. Met de tangvormige kaken kunnen prooien groter dan de eigen lichaamslengte worden buitgemaakt. Het gif is zeer krachtig maar wordt bij een beet in kleine hoeveelheden afgegeven. Aan de bovenzijde van de kop zitten acht ogen, die ongeveer gelijk van grootte zijn. Deze puntogen of ocelli zijn glasachtig en zwart; de ogen zijn in twee horizontale rijen van vier gerangschikt.
Het kopborststuk bestaat uit chitine die het exoskelet vormt. Bij de waterspin is het aan de bovenzijde sterk straalsgewijs geplooid; aan de voorzijde is een duidelijke lengtegroef aanwezig met aan weerszijden opstaande randen. Het kopborststuk draagt aan de voorzijde twee palpen of tasterpoten. Bij de waterspin zijn de palpen duidelijk zichtbaar maar ze zijn niet zo groot dat ze verward kunnen worden met de poten. De mannelijke exemplaren zijn te onderscheiden aan de knotsvormige uiteinden van de palpen, waarmee hij zijn sperma overdraagt aan het vrouwtje; zie onder voortplanting. De poten zitten net als de palpen aan het kopborststuk, zijn vrij lang en dun, en dragen vele kleine, dunne haartjes of setae. Kenmerkend is de langere beharing van de twee achterste pootparen; de voorste twee paar zijn minder sterk behaard. De mannetjes hebben een langer eerste pootpaar dan vrouwtjes.
Het achterlijf is enigszins ei-vormig en ongesegmenteerd. Het gehele achterlijf is bedekt met fijne, donsachtige setae. De haartjes zijn veel talrijker en korter dan die op de poten en geven het achterlijf een fluweelachtige aanblik. De gevederde haartjes op het achterlijf en de poten van de waterspin kunnen lucht vasthouden, doordat ze naar het lijf toe zijn gekromd. Als de spin zich onder water begeeft is de lucht zichtbaar als een zilverachtig vliesje wat de spin een opvallende verschijning geeft. De waterspin heeft twee spintepels aan de achterzijde van het achterlijf, waarmee het web wordt gemaakt.

### Onderscheid met andere soorten

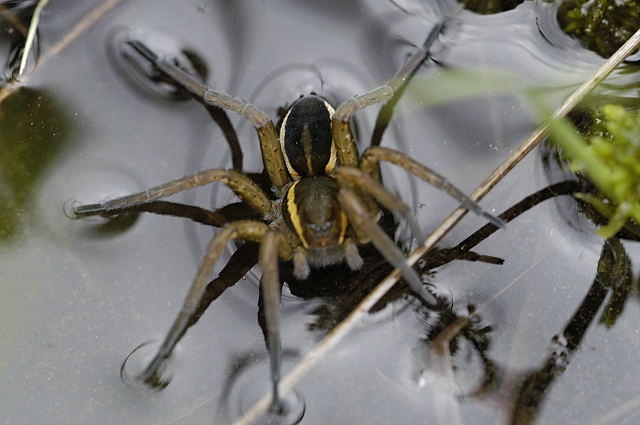
Kleine gerande oeverspin

De waterspin is wat betreft de levenswijze alleen te verwarren met andere spinnen die zich op of soms in het water ophouden. Veel spinnen uit verschillende families kunnen over het water lopen, zoals de wolfspinnen. Een aantal spinnen is zelfs goed aangepast op het leven bij het water, zoals de oeverspinnen (geslacht Dolomedes). Deze soorten kunnen niet alleen zeer behendig over het water rennen, maar kunnen ook zich onder water bevindende prooien opduiken en buitmaken. De prooi wordt echter altijd boven water opgegeten en ook wordt geen luchtbel gemaakt zoals bij de waterspin het geval is. Oeverspinnen zijn daarnaast te herkennen doordat ze vaak groter worden, veel grotere poten hebben en lichter van kleur zijn.
Op het land aangetroffen exemplaren zijn te verwarren met verschillende andere spinnen zoals soorten uit de geslachten Zelodes en Drassodes. Door de fluweelachtige beharing op het achterlijf van de waterspin is deze goed van de meeste soorten te onderscheiden.

## Levenswijze

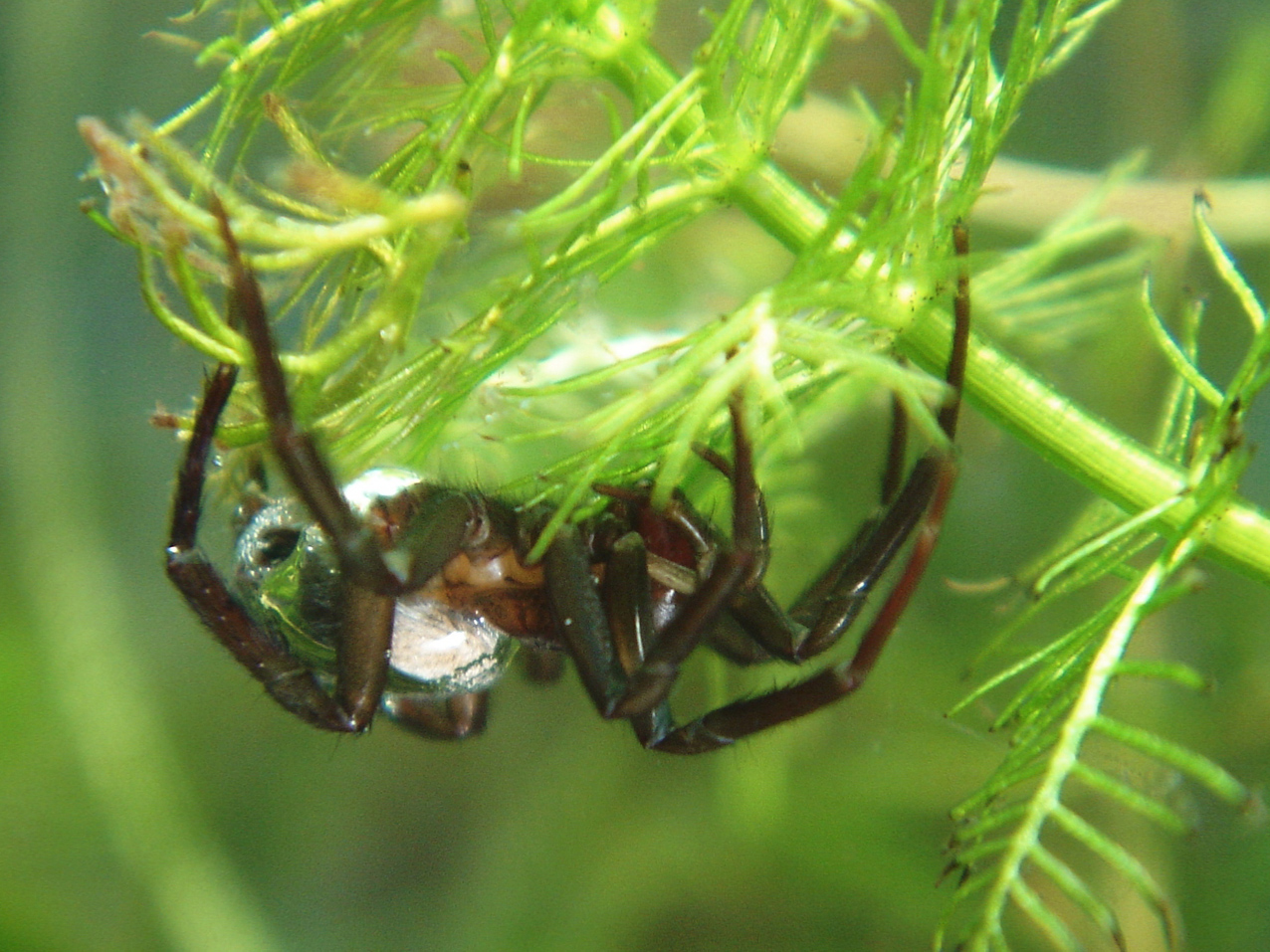
De waterspin (hier een vrouwtje) leeft onder water

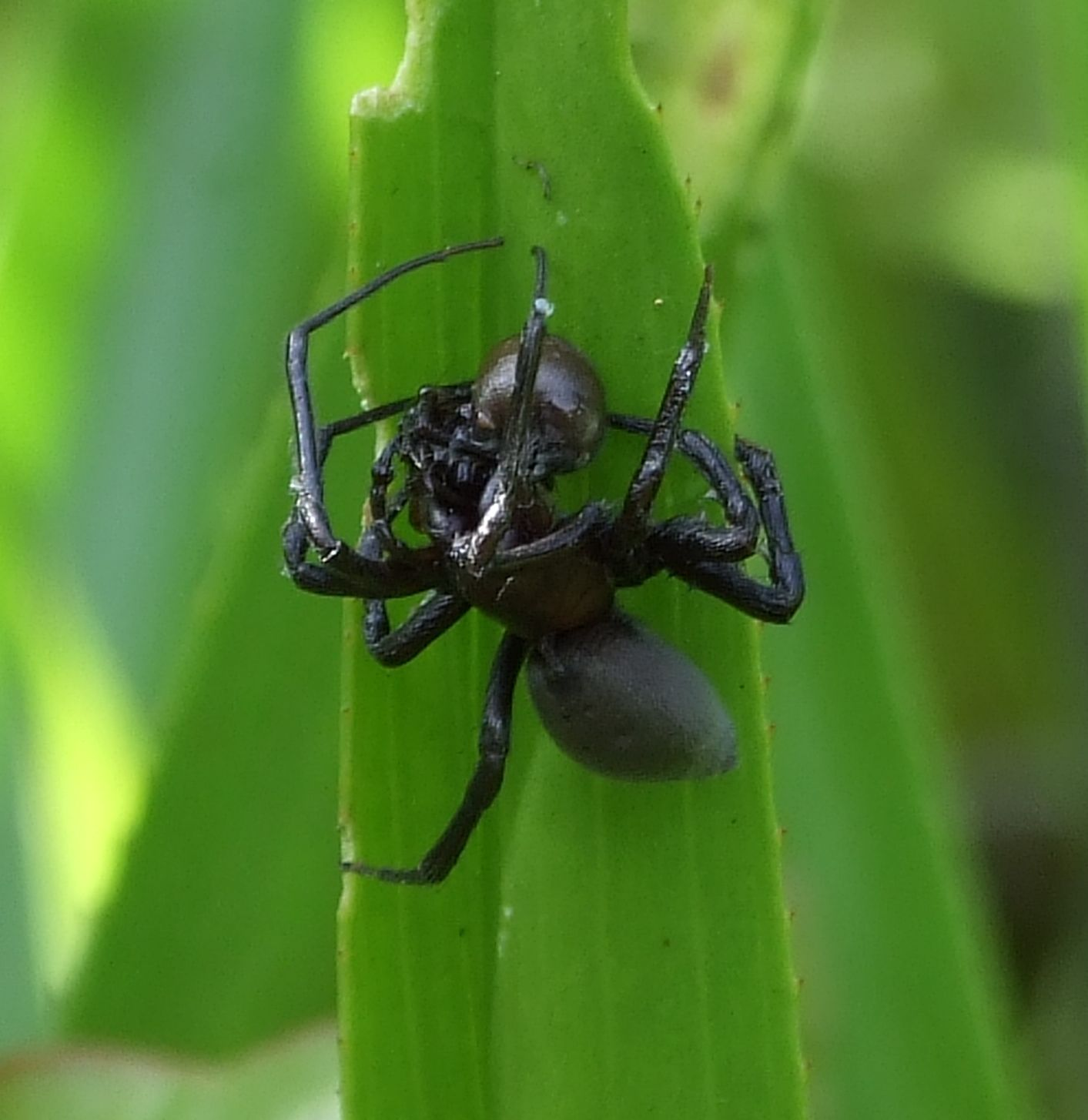
Een waterspin eet een buitgemaakte soortgenoot

De waterspin is de enige spin die, eenmaal volwassen, in zoet water leeft en het land alleen uit noodzaak betreedt. Alleen als een waterbron uitdroogt begeeft de waterspin zich op het land, op zoek naar een nieuwe waterbron.
De waterspin leeft vrijwel permanent onder water en houdt zich meestal op in een zelfgesponnen onderwaterweb dat lucht bevat en doet denken aan een duikerklok. De spin brengt vrijwel het gehele leven in de duikerklok door. Zowel het eten van prooien, het verteren van voedsel, de paring, de bevruchting, de eiafzet, de overwintering en de vervelling vinden in een duikerklok plaats. De duikerklok vervult een functie als kunstmatige long die primair de zuurstofvoorziening ondersteunt.
Het web bevat lucht die door de spin zelf is verzameld. De klok wordt op enige afstand onder het wateroppervlak gebouwd en bestaat uit een bolvormig web, waarvan de spinseldraden zo fijnmazig zijn dat lucht wordt vastgehouden zodat de klok luchtdicht is. Het web is met hechtdraden aan de onderwatervegetatie bevestigd, en alleen planten met fijnbladerige stengels zijn hiervoor geschikt. Omdat de klok zich hierdoor altijd midden in de dichte vegetatie bevindt, wordt de lucht ook door diffusie en opstijgende belletjes van planten voortdurend voorzien van zuurstof. Diffusie zorgt er tevens voor dat de CO2 die de spin uitademt verdwijnt.
De spin duikt regelmatig op om verse lucht te halen en maakt hierbij gebruik van de zeer dichte, maar korte beharing van het achterlijf. Door het achterlijf boven water te steken en de lucht die in de haren wordt vastgehouden onder het 'web' met de poten van zich af te strijken, wordt de klok met lucht gevuld. Nadat de spin 4 à 6 keer naar de oppervlakte is geweest, is de duikerklok voldoende met lucht gevuld. Dezelfde procedure moet worden herhaald om de lucht telkens te verversen.
De waterspin is weliswaar sterk op het leven onder water aangepast maar bezit geen gespecialiseerde ademhalingsorganen zoals kieuwen. De spin heeft dezelfde methode van ademhaling als alle op het land levende spinnen en bezit boeklongen. De ademhaling vindt plaats door twee openingen aan de onderzijde van het achterlijf, waardoor lucht wordt aangezogen die langs de boeklongen wordt gevoerd. Naast boeklongen heeft de waterspin tevens een stelsel van tracheeën of adembuisjes. De boeklongen van de waterspin verdragen geen water en functioneren alleen als er lucht wordt toegevoerd, de spin kan dus niet onder water ademen en is afhankelijk van de buitenlucht. Het land wordt echter zelden betreden, hoewel de spin soms buiten het water vervelt.
Waterspinnen vervellen regelmatig, en wat minder naarmate ze ouder worden. Soms wordt de oude huid opgegeten. De vervelling vindt soms op het land plaats maar kan ook in een klok gebeuren, echter nooit de 'woonbel', er wordt altijd een nieuwe klok gebouwd.
De waterspin is lethargisch en zit het grootste deel van zijn leven ondersteboven te wachten in de luchtbel onder water tot er een prooi voorbij komt. Alleen om te eten en zich voort te planten komt de spin tevoorschijn, de spin is voornamelijk nachtactief. Uit onderzoek blijkt dat de vrouwtjes en de juvenielen alleen 's nachts actief zijn, maar de mannetjes zijn ook overdag aan te treffen. De mannetjes houden zich voornamelijk bezig met zwemmen op zoek naar prooien en een partner.
De levenswijze van de mannetjes van de waterspin verklaart waarschijnlijk ook de sterke seksuele dimorfie waarbij de mannetjes vaak groter zijn dan vrouwtjes. Dit is zeer uitzonderlijk bij de spinnen, meestal blijven de mannetjes vele malen kleiner. Zelfs bij de sterk aan de waterspin verwante soorten uit het geslacht Cybaeus blijven de mannetjes veel kleiner. Deze soorten leven echter op het land en wetenschappers vermoeden dat de op het water aangepaste levenswijze te maken heeft met de ongebruikelijke seksuele dimorfie. In de spinnenwereld zijn de vrouwtjes meestal passief en afwachtend terwijl de mannetjes actief op zoek gaan naar een partner. De veel kleinere mannetjes kunnen zich gemakkelijk verplaatsen op het land dan de grotere en zwaardere vrouwtjes. Bij de in het water levende waterspin echter is een groter lichaam van de mannetjes voordelig, omdat ze beter kunnen zwemmen. Ook blijkt uit laboratoriumexperimenten dat vrouwtjes zich meer bezighouden met het maken en bijvullen van een luchtbel en het maken van een nest, terwijl mannetjes meer en daarnaast ook beter zwemmen.

### Voortplanting

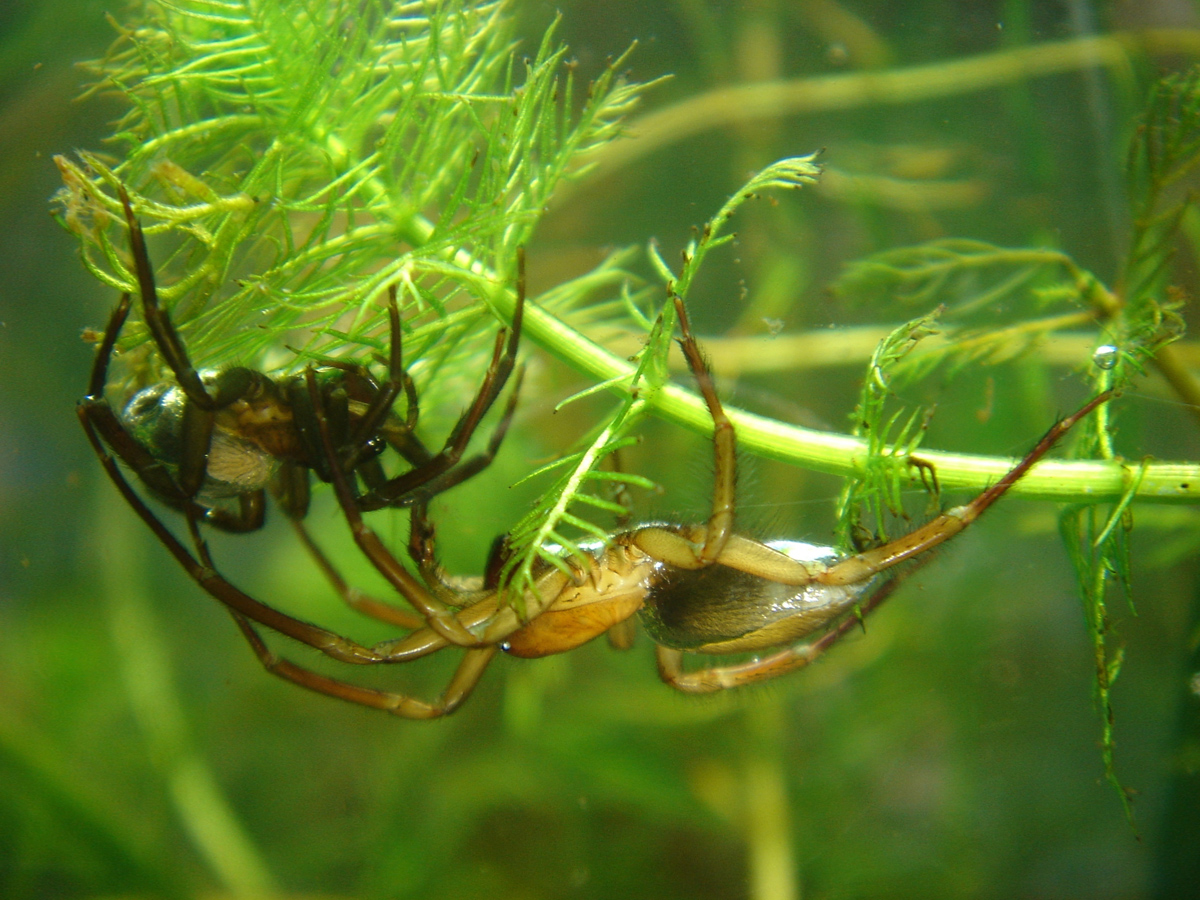
Een koppeltje waterspinnen (mannetje rechtsonder)

De waterspin zoekt in de vroege lente naar een partner, hierbij zijn het de mannetjes die op zoek gaan naar een vrouwtje; de vrouwtjes wachten in hun duikerklok tot er zich een partner aandient. In tegenstelling tot de meeste spinnen is het een opmerkelijk feit dat een koppeltje waterspinnen enige tijd bij elkaar blijft. Het mannetje hoeft dus niet weg te vluchten na de paring om kannibalisme door het vrouwtje te voorkomen.
Als een mannetje een vrouwtje gevonden heeft bouwt hij eerst een duikerklok naast die van het vrouwtje. Vervolgens kruipt hij in haar luchtbel waarna de paring plaatsvindt. Bij spinnen is deze uitwendig; het mannetje heeft aan het einde van iedere tasterpoot (pedipalp) een ballon-achtig, bruin uiteinde dat voorzien is van een stekeltje. Dit orgaan wordt de bulbus genoemd en dient als spermatofoor (zaadpakketje). Hierin stopt het mannetje zijn sperma waarna het vrouwtje de bulbus opneemt in haar zogenaamde spermatheek of zaadblaasje. Als het vrouwtje later haar eitjes afzet, komt het sperma hierbij vrij en worden de eitjes bevrucht.
De eitjes worden afgezet in een door het vrouwtje gesponnen cocon, die in een speciale kraam-luchtbel wordt gehangen. Er worden enkele tientallen eitjes per cocon afgezet en een vrouwtje kan drie cocons per seizoen produceren. De eiercocon wordt door het vrouwtje in de luchtbel bewaakt. Nadat ze uit het ei zijn gekropen verspreiden de juveniele spinnen zich door weg te zwemmen. Lange tijd werd gedacht dat de jonge spinnetjes zich aan een lange draad (herfstdraad) laten meezweven in de wind om zich te verspreiden, zoals bij andere spinnen voorkomt. Uit onderzoek blijkt dat waterspinnen gevoelig zijn voor uitdroging, ze verliezen per uur 2,42 procent van het lichaamsgewicht aan water, tegenover 0,02 procent bij andere tangkakige spinnen.
De waterspin overwintert in het subadulte of volwassen stadium en meestal onder water. Rond oktober komen de dieren niet meer uit de duikersklok, waar ze de gehele winter blijven zitten. Soms wordt op het land overwinterd in de oevervegetatie of half verteerde plantenresten. Er is ook bekend dat ze soms overwinteren in een verlaten schelp van een tweekleppige, de opening tussen de twee schelphelften wordt dan gedicht met spinsel.
Omdat in de lente verschillende maten waterspinnen kunnen worden aangetroffen, werd lange tijd gedacht dat de spinnen één generatie in twee jaar kennen (semivoltien). Uit onderzoek blijkt echter dat de vrouwtjes gedurende langere tijd eieren kunnen produceren, waardoor de spinnen die uit een eerder nest komen groter zijn dan die uit een later nest, wat de verschillende groottes verklaart. Daarom wordt wel aangenomen dat de spin slechts één generatie per jaar heeft, wat univoltien wordt genoemd.

### Voedsel en vijanden

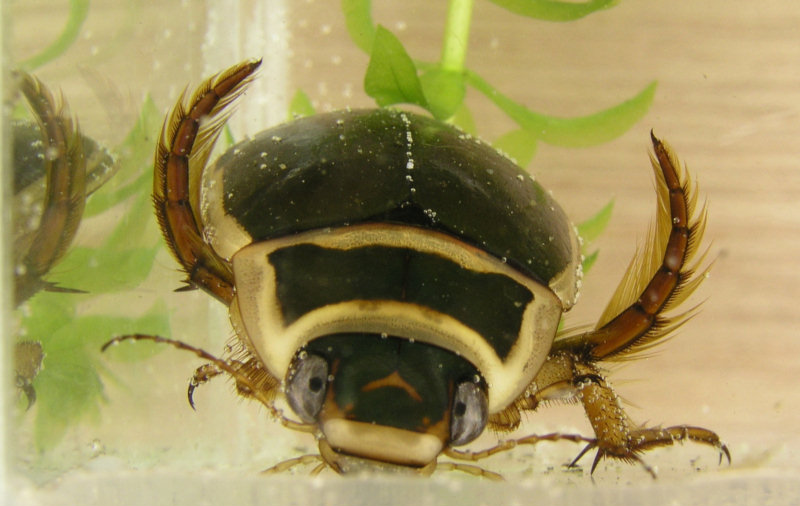
De geelgerande watertor is een belangrijke vijand

De waterspin is een carnivoor die leeft van levende prooien. De spin zit overdag in zijn luchtbel onder water en steekt zijn poten buiten de schuilplaats. De haartjes op de poten zijn zeer gevoelig voor trillingen en kunnen zo prooidieren waarnemen door de trillingen van het water. Soms gaat de spin actief op zoek naar voedsel, wat meestal 's nachts gebeurt. De spin is dan erg beweeglijk en is een goede en snelle zwemmer. De waterspin vangt zijn prooien altijd onder water, maar kan ze hier niet opeten. De spin injecteert zijn prooi met gif en spijsverteringsstoffen, en zuigt de vloeibare prooi vervolgens leeg. Onder water echter zouden de verteringssappen en de opgeloste prooi worden verspreid in het water. Daarom brengt de spin de buitgemaakte prooi altijd naar de luchtbel en eet deze hier op. Het voedsel van de waterspin bestaat uit dieren die soms groter zijn dan de spin zelf, wat mogelijk is door de relatief zeer giftige beet. Zelfs de vraatzuchtige libellenlarven die twee keer zo groot zijn als de spin komen in aanmerking als prooi en ook grotere vissen en salamanders worden aangevallen. Op het menu staan echter voornamelijk kleine kreeftachtigen, kikkervisjes, kleine visjes, wormen en keverlarven. Jonge waterspinnen eten wat kleinere prooien, zoals wormen en watervlooien.
Vijanden van de waterspin zijn vooral vogels, kikkers en andere insecteneters en ook grote roofvissen eten de spin. Sommige waterinsecten zijn een vijand, zoals de geelgerande watertor (Dytiscus marginalis). Deze tot 3,5 centimeter lange roofkever is door zijn grootte en zware bepantsering geen partij voor de spin.

## In gevangenschap
De waterspin is in Nederland een talrijk voorkomende soort en kan thuis in een aquarium worden gehouden, zodat het gedrag en de levenswijze bestudeerd kunnen worden. In België echter is de spin zeldzaam. Zij staat er op de rode lijst van spinnen en daarom geldt aldaar een vangverbod. De spin zal actief een web bouwen en het vullen met lucht, zolang er aan een paar voorwaarden wordt voldaan. Zodra de duikerklok af is zal de spin zich meestal in de luchtbel bevinden.
Het water dient enkele decimeters diep te zijn; de spin bouwt geen web vlak onder het wateroppervlak. Daarnaast zijn wortelende onderwaterplanten belangrijk om de spin nestgelegenheid te bieden en het water van zuurstof te voorzien. De spin kan gevoed worden met kleine diertjes die men zelf kan vangen of in de dierenhandel kan verkrijgen bij een hengelsportzaak. Voorbeelden van geschikt voedsel zijn rode muggenlarven, slingerwormen en andere kleine waterdieren. Grotere prooidieren zijn minder geschikt gezien deze de spin kunnen verwonden of doden.
De kaken van de waterspin kunnen beter vermeden worden; haar beet staat bekend als uitermate pijnlijk voor de mens, al is het gif niet gevaarlijk. Naast deze niet te negeren pijn (vergelijkbaar met een wespensteek) treedt er bij zo'n beet een lokale zwelling van het weefsel op.

## Taxonomie en naamgeving

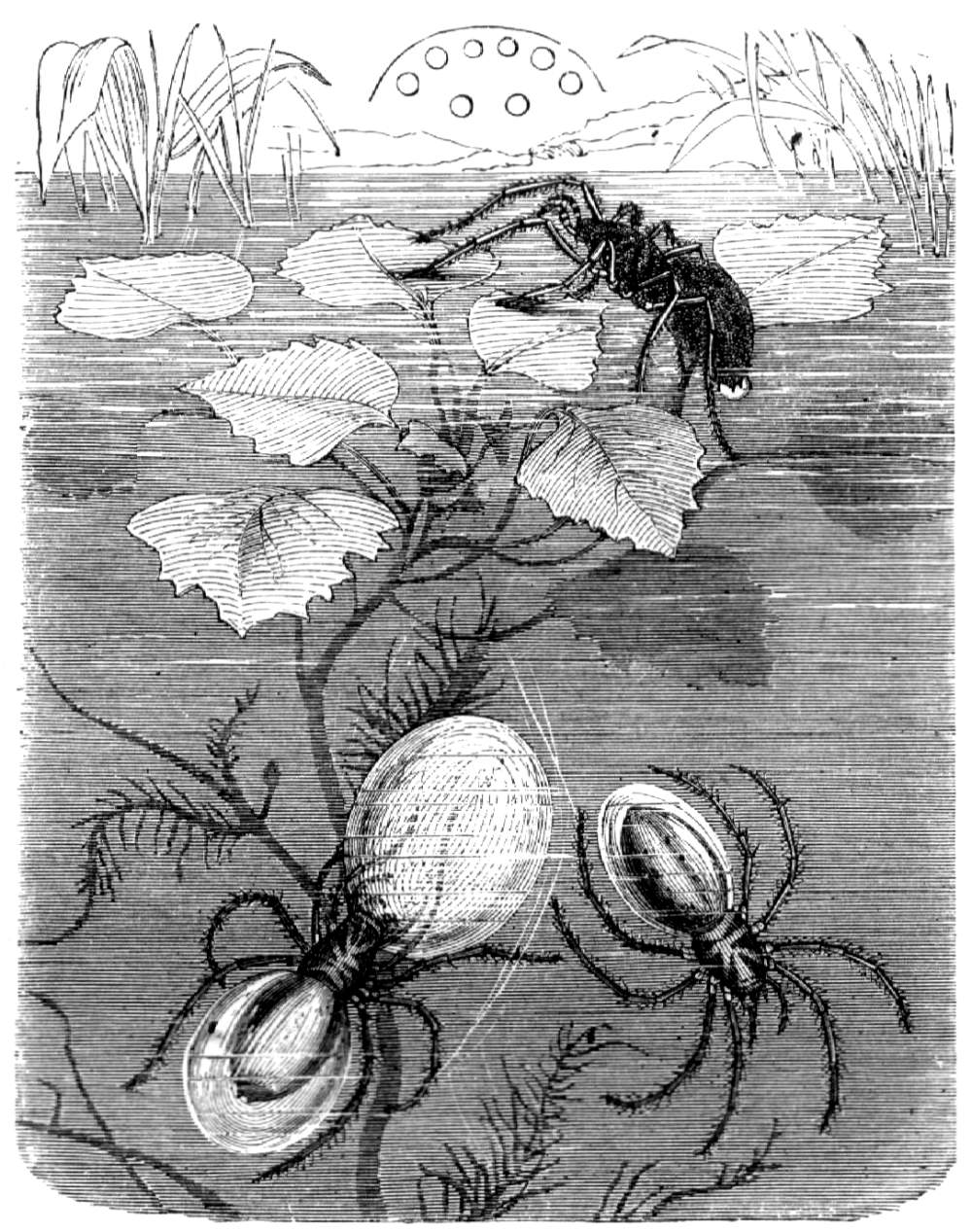
Tekening van zwemmende, nestbouwende en zich op het land begevende waterspinnen uit Brehms Thierleben uit 1884

De wetenschappelijke naam van de soort werd, als Araneus aquaticus, in 1758 gepubliceerd door Carl Alexander Clerck. In 1804 werd de soort door Pierre André Latreille in het geslacht Argyroneta geplaatst, waarvan ze het enige lid is. In 1870 creëerde Tamerlan Thorell de onderfamilie Argyronetinae voor dit ene geslacht, in de familie van de trechterspinnen (Agelenidae), en een jaar later waardeerde Franz Anton Menge die zelfs op tot familie.
In 1994 evalueerden Grothendieck en Kraus de positie van Argyroneta, en concludeerden dat veel kenmerken van de spin logische aanpassingen waren aan een aquatisch leven, en dat de evolutionaire oorsprong op grond van kenmerken die geen aanpassing aan dat leven waren, bij de familie Cybaeidae gezocht moest worden. Onder andere de vondst van de fossiele spinnen Vectaraneus yulei en Elvina antiqua, en de vergelijking met enkele andere soorten die tot dan in een van de families Agelenidae, Anyphaenidae, Cybaeidae of Dictynidae werden geplaatst, waren ook voor Paul Selden in 2001 aanleiding om, volledig op basis van morfologische kenmerken, te veronderstellen dat de waterspin in de familie Cybaeidae thuishoorde.
In 2017 publiceerde Ward Wheeler samen met 34 andere onderzoekers de resultaten van fylogenetisch onderzoek op basis van DNA, zowel uit de celkern als uit mitochondriën. Daaruit kwamen de families Agelenidae en Cybaeidae als relatief nauw aan elkaar maar niet aan Argyroneta verwant tevoorschijn. Argyroneta kwam er als een nauwe verwant van het geslacht Dictyna uit, met name van het noords kaardertje (Dictyna major), en verder verwijderd van de Cybaeidae. Op basis hiervan plaatst bijvoorbeeld de World Spider Catalog het geslacht in de familie van de kaardertjes (Dictynidae).
Er worden van de waterspin geen ondersoorten onderscheiden, al is er wel geopperd om de populaties in Japan als een aparte ondersoort op te vatten maar dit wordt niet algemeen geaccepteerd. Deze ondersoort, Argyroneta aquatica japonica, werd in 2002 voorgesteld door de Japanse wetenschapper Hirotsugu Ono op basis van de gemiddeld langere genitaliën bij de Japanse populaties van de soort.